# Souk Esserairia (Tunis)
Pour les articles homonymes, voir Souk Esserairia.
Le souk Esserairia (arabe : سوق السرايرية) ou souk des Armuriers est l'un des souks de la médina de Tunis, spécialisé dans la fabrication de la crosse de fusil.

## Localisation
Il est situé à l'est de la mosquée Zitouna, en parallèle de la rue Jemaâ Zitouna et perpendiculairement au souk El Koutbiya.